# 競争排除則

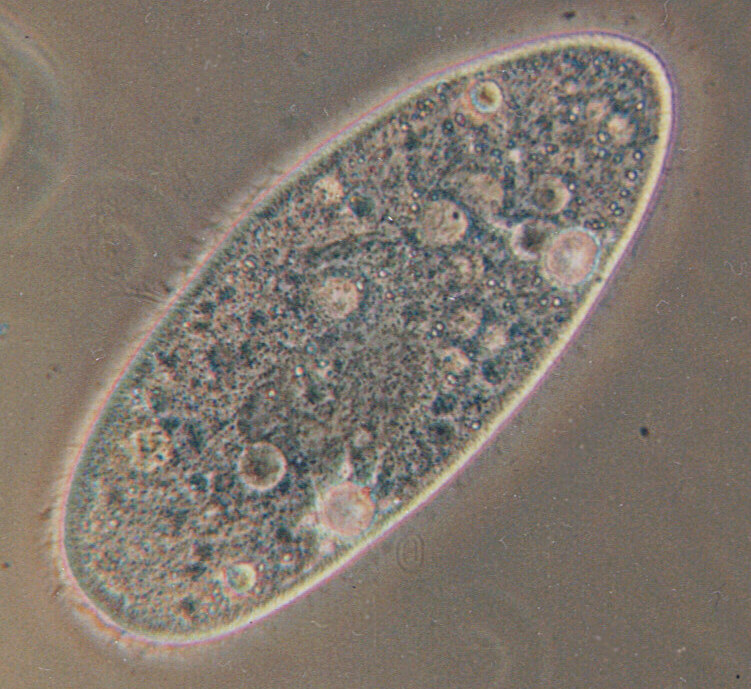
競争排除則を示す実験に使われたゾウリムシ（Paramecium aurelia）

競争排除則（きょうそうはいじょそく、competitive exclusion principle）は、群集生態学において、同じニッチ（生態的地位）にある複数の種は、安定的に共存できないという原則である。 ソ連の生態学者であるゲオルギー・ガウゼ（en）が提唱したため、ガウゼの法則（Gause's law of competitive exclusion）とも呼ばれる。同じニッチを持つ複数の種が同所的に存在すると、必ず競争によって一方が排除されるため、他の環境要因などがない場合は安定的に共存することはないという考え方である。

## 実験
ガウゼは、同じ資源を利用する2種類のゾウリムシ（Paramecium aureliaとParamecium caudatum）を用いた混合実験を行い、競争排除則を提唱した。その実験では、水や餌を十分与えたにもかかわらず、最終的に P. aurelia がP. caudatum を絶滅においやった。しかしガウゼが餌や水といった環境条件を変えると、P. caudatum が生き残るように操作することもできた。また、ガウゼは同様の実験をイースト菌でもおこなった。

## 予測と問題点

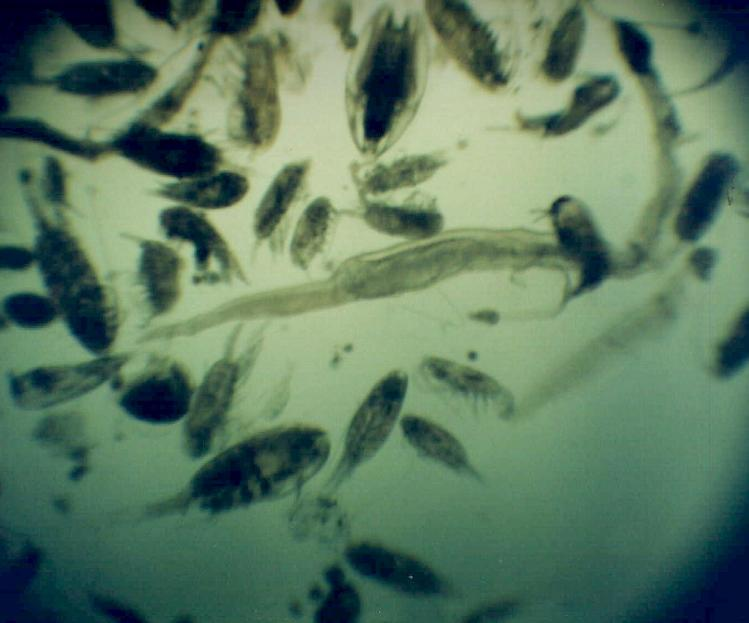
実際の海中には多様なプランクトンが生息する。

競争排除則は、ロトカ＝ヴォルテラの競争モデルなどの数学的、統計学的モデルによって予測されている。競争排除則を支持する知見として、ダーウィンフィンチの例などが挙げられることもある。
しかし、実際の生態系で競争排除則が観察されることはほとんどなく、生態学者の間ではこのモデルに懐疑的な声も上がっている。その最たる例が「プランクトンのパラドックス」（paradox of the plankton）である。これは、限られた資源しかない海中にプランクトンの多くの種が生息しているという状態をさしている。競争排除則に従うなら、資源の限られた海中では非常に限られた何種類かしか共存できないことになり、これは実際の海中で非常に多様なプランクトンが共存しているということと矛盾するというのである。
このような競争排除則の問題点を部分的に解消する方法として、前提条件の見直しなどが考えられる。例えば複数資源を巡る競争や時間的ラグなどによって、競争が防がれるという場合を考慮するなどということが挙げられる。複数の種が、利用できる複数の資源を巡って競争する場合、食い分けなどによって共存することが可能であるが、そのようなことを競争排除則に組み入れることによって、問題点を解消することが出来ると考えられる。
しかし、そのようなモデルはより解析しづらいものとなり、またその条件を考慮に入れると共存できる種数がほぼ無制限になる。そのため、安定的な共存を考慮に入れたモデルは、それもまた少数の種のみが同じニッチに生息している実際の生態系と矛盾する。

## 定義の見直し
2000年代に入り、競争排除則の仮定を再考すべきであるという研究が示された。例えば、成長能力や体サイズが違う個体同士の場合は、（例えば、樹木間の競争と微生物間の競争では、その質が違うように）必ずしも競争によって種が排除されるとは限らない、という修正が提案されている。